# Étendard de Brest
L'Étendard de Brest è una società cestistica avente sede a Brest, in Francia. Fondata nel 1952, gioca nel campionato francese.
Disputa le partite interne nella Salle Marcel-Cerdan, che ha una capacità di 2.200 spettatori.